# Tom Skerritt
Thomas Roy Skerritt (Detroit, 25 de agosto de 1933) é um ator norte-americano de cinema e televisão.
Esteve presente em mais de quarenta filmes e mais de duzentos episódios de televisão desde 1962. É mais lembrado por seus papéis nos filmes MASH, Alien, Top Gun, A River Runs Through It e Up in Smoke, e a série Picket Fences.

## Biografia
Skerritt nasceu em Detroit, Michigan, em 1933. É filho mais novo dos três filhos de Helen, uma dona de casa, e Roy Skerritt, empresário. Em 1951, formou-se no ensino médio pela Mackenzie High School e ingressou na Wayne State University e na Universidade da Califórnia em Los Angeles.
Skerritt se alistou logo após se formar no ensino médio e serviu por quatro anos na Força Aérea dos Estados unidos, como especialista. Boa parte de seu serviço foi no campo Bergstrom, em Austin, Texas.

## Carreira
Skerritt fez sua estreia no filme War Hunt, produzido por Terry Sanders e lançado em 1962. Skerritt's suas atuações mais notáveis foram em M*A*S*H (1970), Harold and Maude (creditado como "M. Borman", 1971), Fuzz, Big Bad Mama, Up in Smoke (1978), Ice Castles (1978), e como capitão Dallas em Alien, o Oitavo Passageiro (1979). Atuou ainda em Contact (1997) e SpaceCamp (1986), e em Top Gun (1986) como o comandante Mike "Viper" Metcalf.